# Pat Sanderson
Pour les articles homonymes, voir Sanderson.

a Compétitions nationales et continentales officielles uniquement.

b Matchs officiels uniquement.
Dernière mise à jour le 27 février 2019.
Patrick Harold Sanderson, né le 6 septembre 1977 à Chester (Angleterre), est un joueur de rugby à XV international anglais  évoluant au poste de troisième ligne. 
Il joue avec l'équipe de Worcester Rugby en Challenge européen et dans le Championnat d'Angleterre.
Son frère cadet, Alex Sanderson, est également international anglais.

## Carrière

### En club
- Preston Grasshoppers[1]
- ????-1999 : Sale Sharks
- 1999-2004 : Harlequins
- 2004-2011 : Worcester Warriors

### En équipe nationale
Il honore sa première cape le 20 juin 1998 contre la Nouvelle-Zélande lors de la tournée d'été.
- 16 sélections
- 5 points (1 essai)
- Sélections par année : 3 en 1998, 3 en 2001, 3 en 2005, 6 en 2006, 1 en 2007